# Nástupnictví na úřad prezidenta Spojených států amerických

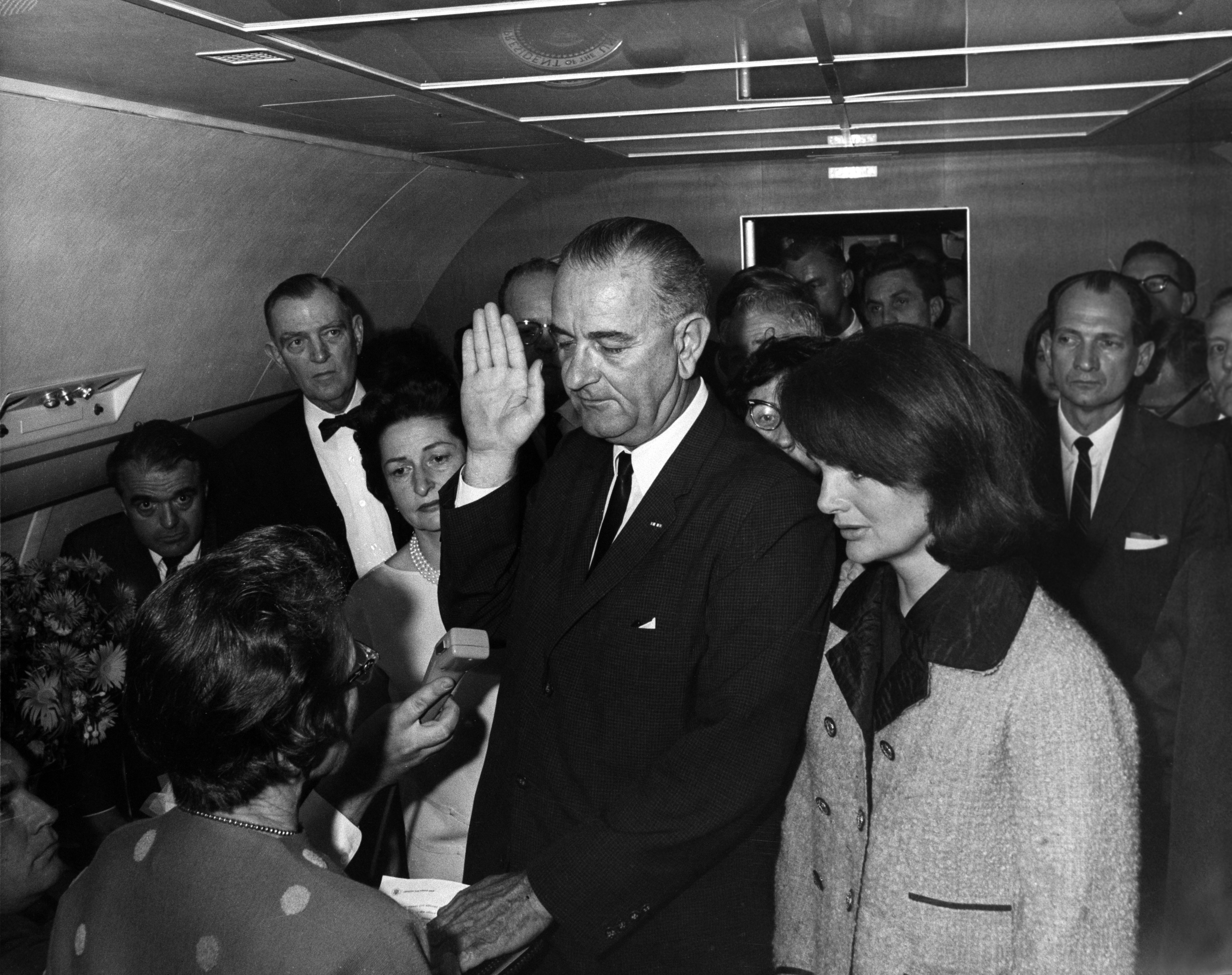
Viceprezident Lyndon B. Johnson skládá po zavraždění Kennedyho na palubě Air Force One – před vzletem z Dallas Love Field do Washingtonu –, prezidentskou přísahu do rukou federální soudkyně Sarah T. Hughesové; vpravo první dáma Jacqueline Kennedyová, 22. 11. 1963

Nástupnictví na úřad prezidenta Spojených států amerických je pořadí vybraných členů federální vlády, ve kterém při prezidentově úmrtí, jeho neschopnosti vykonávat úřad, rezignaci nebo impeachmentu, přejímají pravomoci a povinnosti prezidentského úřadu.

## Pořadí nástupnictví
Tabulka zobrazuje pořadí nástupnictví k výkonu prezidentských pravomoci a povinnosti z pozice úřadujícího prezidenta podle federálního právního předpisu Presidential Succession Act, vydaného Kongresem v roce 1947 a naposledy novelizovaného roku 2006. Osoby zastávající jednotlivé úřady musí splňovat ústavní podmínky pro výkon funkce úřadujícího prezidenta. Pokud není v prvním sloupci tabulky uvedeno pořadí, pak je daná osoba nezpůsobilá k výkonu funkce; číslo zapsané kurzívou uvádí nejednoznačnost v otázce způsobilosti k výkonu funkce.
| Poř. | úřad                                   | osoba                  | strana | strana        |
| ---- | -------------------------------------- | ---------------------- | ------ | ------------- |
| 1.   | Viceprezident                          | J. D. Vance            |        | republikánská |
| 2.   | Předseda Sněmovny reprezentantů        | Mike Johnson           |        | republikánská |
| 3.   | Předseda pro tempore Senátu            | Chuck Grassley         |        | republikánská |
| 4.   | Ministr zahraničí                      | Marco Rubio            |        | republikánská |
| 5.   | Ministr financí                        | Scott Bessent          |        | republikánská |
| 6.   | Ministr obrany                         | Pete Hegseth           |        | republikánská |
| 7.   | Ministryně spravedlnosti               | Pam Bondiová           |        | republikánská |
| 8.   | Ministr vnitra                         | Doug Burgum            |        | republikánská |
| 9.   | Ministryně zemědělství                 | Brooke Rollinsová      |        | republikánská |
| 10.  | Ministr obchodu                        | Howard Lutnick         |        | republikánská |
| 11.  | Ministryně práce                       | Lori Chavez-DeRemerová |        | republikánská |
| 12.  | Ministr zdravotnictví a sociální péče  | Robert F. Kennedy Jr.  |        | nezávislý     |
| 13.  | Ministr bytové výstavby a rozvoje měst | Scott Turner           |        | republikánská |
| 14.  | Ministr dopravy                        | Sean Duffy             |        | republikánská |
| 15.  | Ministr energetiky                     | Chris Wright           |        | republikánská |
| 16.  | Ministryně školství                    | Linda McMahonová       |        | republikánska |
| 17.  | Ministr pro záležitosti veteránů       | Doug Collins           |        | republikánska |
| 18.  | Ministryně vnitřní bezpečnosti         | Kristi Noemová         |        | republikánska |

## Vyloučení z nástupnictví
Z Ústavy vyplývá, které osoby jsou nezpůsobilé nastoupit do úřadu prezidenta. Jedná se o osoby, které se nenarodily na území Spojených států, osoby mladší 35 let věku nebo pokud žily méně než 14 let na území Spojených států amerických.

## XXV. dodatek Ústavy

### Podstata dodatku

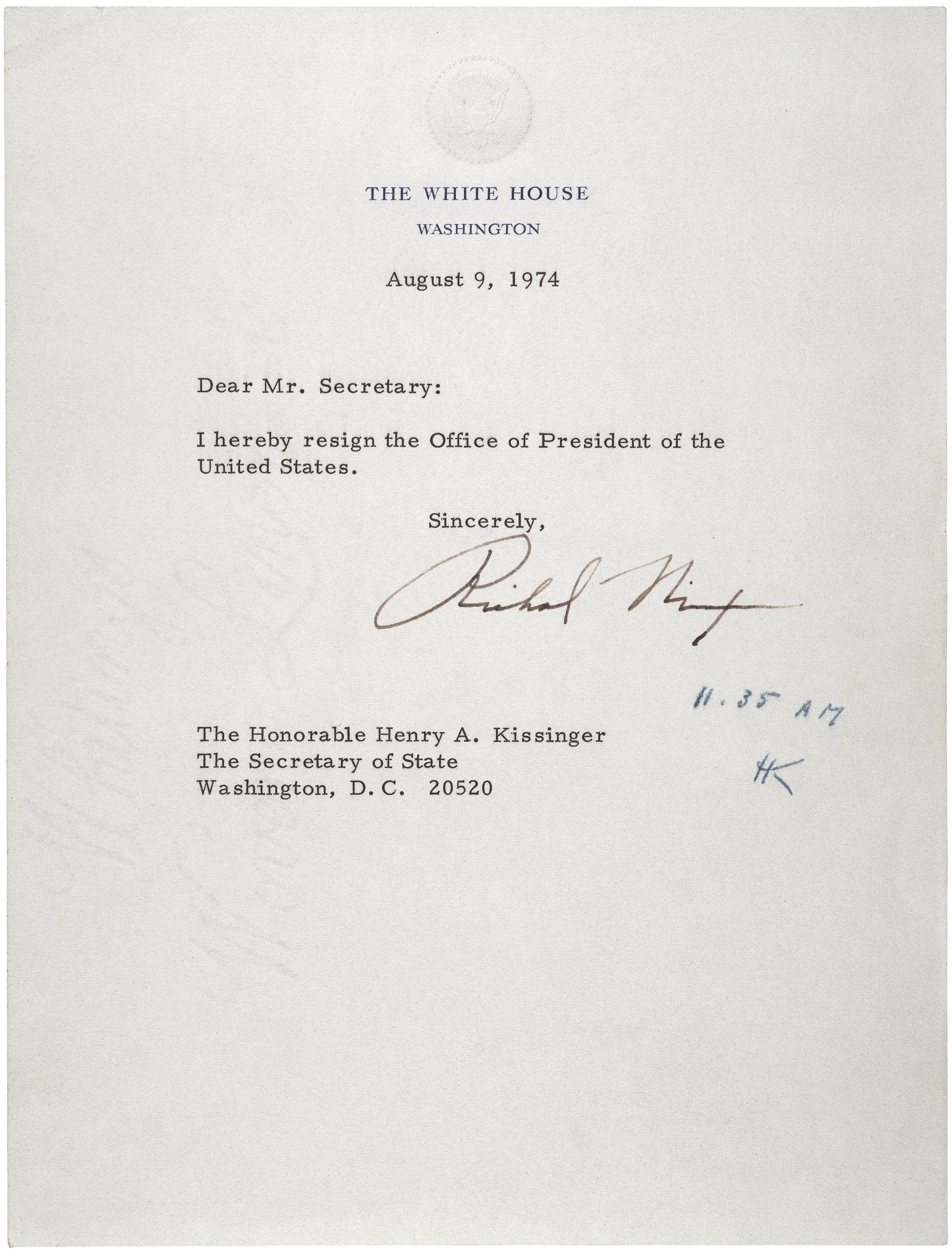
Dopis prezidenta USA Richarda Nixona z roku 1974, v němž oznamuje svoji rezignaci ministrovi zahraničí Henrymu Kissingerovi

Dvacátý pátý dodatek Ústavy Spojených států byl ratifikován 10. února 1967. Má čtyři oddíly a mimo jiné upravuje předání pravomocí prezidenta.
1. oddíl
„V případě zbavení prezidenta úřadu nebo v případě jeho smrti nebo rezignace stane se prezidentem viceprezident.“ 
2. oddíl
„Kdykoli nastane uvolnění úřadu viceprezidenta, jmenuje prezident viceprezidenta, který se ujme úřadu, ihned po schválení většinou hlasů obou komor Kongresu.“ 
3. oddíl
„Kdykoli prezident postoupí prozatímnímu předsedovi Senátu a předsedovi Sněmovny reprezentantů písemné prohlášení, že není způsobilý vykonávat pravomoci a povinnosti svého úřadu, a dokud jim nepředá písemné prohlášení o opaku, vykonává takové pravomoci a povinnosti viceprezident jako úřadující prezident.“ 
4. oddíl
„Kdykoli viceprezident a bud' většina vedoucích sekcí exekutivy, nebo jiného takového útvaru, který může Kongres zákonem zřídit, postoupí prozatímnímu předsedovi Senátu a předsedovi Sněmovny reprezentantů písemné prohlášení, že prezident není způsobilý vykonávat pravomoci a povinnosti svého úřadu, ujme se pravomocí a povinností úřadu viceprezident jako úřadující prezident.“ 
Posléze když prezident předá dočasnému předsedovi Senátu a předsedovi Sněmovny reprezentantů písemné prohlášení, že nezpůsobilost pominula, ujme se prezident opět pravomocí a povinnosti svého úřadu, pokud viceprezident a většina bud' vedoucích sekcí exekutivy, nebo jiného takového útvaru, který může Kongres zákonem zřídit, nepředá do čtyř dnů prozatímnímu předsedovi Senátu a předsedovi Sněmovny reprezentantů písemné prohlášení, že prezident není způsobilý vykonávat pravomoci a povinnosti svého úřadu. V tomto případě rozhodne spornou otázku Kongres v zasedání, které se - jestliže Kongres nezasedá - za tímto účelem sejde do čtyřiceti osmi hodin. Pokud Kongres během jednadvaceti dnů po přijetí uvedeného písemného prohlášení nebo - jestliže Kongres nezasedá - během jednadvaceti dnů po jeho svolání rozhodne dvoutřetinovou většinou v obou komorách, že prezident je nezpůsobilý vykonávat pravomoci a povinnosti svého úřadu, pokračuje viceprezident v jejich vykonávání jako úřadující prezident. Nestane-li se tak, ujme se opět prezident pravomocí a povinností svého úřadu.

### Využití dodatku
Dodatek byl využit sedmkrát:
1. Dne 12. října 1973, kdy Nixon nominoval na viceprezidenta michiganského kongresmana Geralda Forda po rezignaci Spira Agnewa.
2. Dne 9. srpna 1974, kdy rezignoval Richard Nixon na úřad prezidenta.
3. Dne 20. srpna 1974 nový prezident Ford nominoval na úřad  viceprezidenta bývalého guvernéra New Yorku Nelsona Rockefellera.
4. Dne 12. července 1985 se na časový úsek 11.28 – 19.22, kdy Ronald Reagan podstoupil kolonoskopii, stal úřadujícím prezidentem George H. W. Bush
5. Dne 29. června 2002 se na časový úsek 7.09 – 9.24, kdy George W. Bush podstoupil kolonoskopii, stal úřadujícím prezidentem Dick Cheney.
6. Dne 21. července 2007 se na časový úsek 7.09 – 9.21, kdy George W. Bush podstoupil kolonoskopii, stal úřadujícím prezidentem Dick Cheney.
7. Dne 19. listopadu 2021 se na časový úsek (10.10 – 11.35 hod), kdy Joe Biden podstoupil kolonoskopii, stala úřadující prezidentkou Kamala Harrisová, jako první žena v této funkci.

V roce 1997 prezident Bill Clinton odmítl celkovou anestézii při operačním výkonu přišití utrženého čtyřhlavého stehenního svalu právě proto, aby nemusel přenést své pravomoce na viceprezidenta Gorea.